# Christian Congiu
Christian Congiu, né le 22 septembre 1954 à Agadir au Maroc, et mort le 27 décembre 2011 à Saint-Paul-en-Forêt, est professeur de lettres, écrivain, nouvelliste, poète, rédacteur en chef de la revue Taille réelle de la nouvelle, puis directeur de publication du magazine Nouvelle Donne, producteur d’émissions de radio, et dirige des ateliers d’écriture (notamment dans les prisons). Il est le frère de l'artiste contemporaine Corine Sylvia Congiu.

## Biographie
De parents français instituteurs en coopération, Christiane Congiu née Blanca (née en 1931) et Claude Congiu (né en 1930), il est le frère de Corine Sylvia Congiu, plasticienne, et de Charles Congiu, professeur des écoles.
Né à Agadir, au Maroc, il passe son enfance à Meknès au Maroc, et son adolescence à Brunoy, dans l’Essonne, puis vit à Ermont, dans le Val-d'Oise, après avoir épousé Pascale Genest le 5 décembre 1981, dont il a deux enfants, Léo né en 1985 et Mathilde (maître internationale féminine aux échecs), née en 1989.
Il a fait ses études à Paris XII (Créteil) et a écrit une Maîtrise sur « Les jeux de langage dans l’Écume des jours de Boris Vian ».
Professeur de Lettres passionné par son métier, il mène de front écriture et enseignement, crée des expositions et anime des ateliers d’écriture, notamment dans les prisons, tout en se battant avec ferveur et ténacité pour son genre de prédilection : la nouvelle. Pour son projet de fabriquer et piloter un vrai support de diffusion de la nouvelle en touchant un vaste public, il crée l'Association L’Entaille puis la revue Taille Réelle, ensuite le magazine Nouvelle Donne (tiré à plus de 5 000 exemplaires, le seul magazine de nouvelles bien diffusé en kiosques et maisons de la presse).
En 2003, Jean-Jacques Nuel lui consacrait un article : « Christian Congiu, l'âme de Nouvelle Donne », suivi d'une interview dans le magazine Salmigondis No 20. :
« L’immense mérite de Congiu et de son équipe est de tout faire pour la diffusion. Plutôt que de geindre sur l’état du genre, se battre pour le rendre populaire. Ce militant éclairé de la littérature, qui se définit comme un initiateur et un défricheur, fait avancer les choses. »
Entre 1989 et 2011, il publie une vingtaine d’ouvrages, principalement de nouvelles, mais il a aussi publié des essais et des poèmes (Haïkus).
Il lui est arrivé d’écrire sous des pseudonymes : Christophe corbin, Christophe Corbigny, Emmanuel Claude, Claude Emmanuel, Gilles Evans et quelques autres.
Divorcé le 15 février 2005, il se retire à Saint-Cézaire-sur-Siagne, dans les Alpes Maritimes, avec sa dernière compagne. Il écrit moins, et sous une optique différente, se consacrant intensément à la vie de son village et à sa dernière passion, la moto, qui lui sera fatale. Il recrée son atelier d’écriture et publie un dernier ouvrage “Indécente aux enfers” dans un coffret avec des dessins et des nouvelles, et un recueil de poèmes inspiré de sculptures de son ami Bouly.
Rescapé de la vie après une opération à cœur ouvert à 4 ans et demi, il subit plusieurs cathétérismes et une dernière intervention cardiaque 18 mois avant sa mort en septembre 2010 où il disait avec son humour constant, « qu’avec tous les tuyaux qui lui sortaient du corps, il ressemblait au Centre Pompidou ».
Christian Congiu est mort deux jours après Noël, en décembre 2011, sur une petite route de Saint-Paul en Forêt, par grand soleil : sa puissante Yamaha a heurté de plein fouet un arbre après un virage, après avoir ralenti et zigzagué. Selon ses proches qui le savaient prudent conducteur, un malaise cardiaque pourrait être la cause de la perte de contrôle du véhicule.
Au lycée Tocqueville de Grasse où il a enseigné les dernières années, la salle polyvalente porte désormais son nom.

## Nouvelle Donne
En 1990 la revue "Taille réelle" qu’il avait créée avec David Nahmias était déjà presque moribonde. Puis il y a eu l'avatar Taille réelle tabloïd mensuel, distribué en kiosques et Maisons de la Presse, qui a fait un flop assez rapidement.
Le no 1 de Nouvelle Donne est paru début 1993. Alain Béthune (le maquettiste) en était officiellement directeur de publication, Christian Congiu rédacteur en chef et Brigitte Niquet rédacteur en chef adjointe Puis dès le no 2, Brigitte Niquet apparaissait comme rédacteur en chef et Christian Congiu comme directeur de publication (il le restera jusqu'à la fin). Brigitte Niquet fut rédactrice en chef 5 ans, jusqu'au no 18 inclus (octobre 1998).
À partir du no 19, c'est Pierre Fustec qui a pris le titre et les fonctions de rédacteur en chef et les a occupées jusqu'au no 30 inclus (février 2003), secondé par Isabelle Chemin et Fabrice Bourland, rédacteurs en chef adjoints.
À partir du no 31 (mai 2003), Nouvelle Donne (qui commençait sérieusement à péricliter) a fait une tentative pour changer de "look" (c'est-à-dire de maquette) et essayer de toucher un public plus vaste. Fabrice Bourland devient dès le no 32  rédacteur en chef (il le restera jusqu'à la fin, c'est-à-dire jusqu'au no 34 paru en janvier 2004).
Malheureusement, cette tentative pour sauver la revue a été vaine et le no 34 (février 2004) a été le dernier. 
Néanmoins, le magazine a été repris par certains de ses anciens membres en 2012 sous format numérique : nouvelle-donne.net. L’association se consacre désormais à la sélection et la publication de nouvelles littéraires issues du milieu amateur, à la chronique de recueils ainsi qu’à la promotion de différents concours de nouvelles.

## Écrits

### Livres
- 1989 « Fuir le bonheur », nouvelles, Éditions Guy Epaud –avant-propos de Andrée Chedid, 1989
- 1994 « Lire, écrire, enseigner, le partage » Éditions Forelle, 1994
- 1994 « L’habit bleu » (sous le pseudonyme de Anne Billat), Éditions Zadora, Collection Littéros, 1994
- 1995  « Théo tueur de chats », couplé avec « L’ABC du métier » de Jean-Bernard Pouy Éditions La Loupiote, coll. Zèbres, oct 1995
- 1995 « Le dernier des minotaures », trilogie, éditions Hors Commerce, préface de Pierre Sylvain, novembre 1995.
- 1995 « Dans la cour des grands », nouvelles, préface de Philippe Olivier, Éditions Forelle, 1995
- 1995 « Dans la cour des grands », nouvelles, Éclats de lire, K7 audio, Éditions L’entaille
- 1995 « L’enfant dont vous êtes le héros », préface de Catherine Caron, Éditions Forelle, 1995
- 1996 « Vous me reconnaissez ? » Éditions Tirtonplan (Belgique), collection Refusés, 1996
- 1997 « La Nantes religieuse » – Une aventure du Poulpe, Roman, poche, Éditions Baleine novembre 1997
- 1998 « Des mensonges gros comme le risque »[11], Éditions Editinter, juin 1998
- 1999 « Carnets de doutes », Editinter Éditions, novembre 1999
- 2002 « Pour l'amour dollar » (roman par nouvelles) - Suivi de « Théo tueur de chats », roman, broché, Éditions Editinter - octobre 2002[12]
- 2003 « Tendres bambous », (haïkus) illustrations de Myriam Chauvy, Éditions Alain Lucien Benoit, septembre 2003, 100 exemplaires
- 2005 « La Ponctuation correcte », Éditions De Vecchi. mars 2005
- 2005 « La correspondance par mail », Éditions De Vecchi Nombre de pages : 94 pages Date de parution : 19/10/2005
- 2008 « Vos rêves parlent de votre sexualité - Le sens caché des rêves » Guide | broché Éditions De Vecchi | novembre 2008
- 2011 « Indécente aux enfers » dans «  Inversion des faits », recueil de trois textes de Léo Lamarche• Christian Congiu• Laurent Queyssi avec des dessins de Greg Vezon, Éditions Motamo, mars 2011 à Bordeaux
- Sans date
  - « Lazare et la nécessité » la Cokille, Éditions L’Entaille
  - « C’est la vie, Lilith », nouvelles, Éditions Olympio.com
  - « le vendeur de bibles » Pseudonymes Christophe Corbigny

À paraître : « Dédicaces » Zorika Sentic, CC, et Jacques Vallerand

### Nouvelles parues dans des revues ou magazines
- « Flipper », Revue Brèves no 4, atelier du Gué, actualités de la nouvelle, hiver 1981-1982
- « La panne » Revue Brèves no 9, atelier du Gué, actualités de la nouvelle, Printemps 1983
- « On va pas rester là à s’ennuyer », Arts et Lettres, Revue Lumière des cimes, no 23, Ed. La France trésor des cités (adresse postale la France, 7 rue Molitg, 66500 PARADES) et Festival de la nouvelle de St Quentin
- « L’oncle » L’Entaille-Nouvelles no 3, 1er trimestre 1986 (34 impasse des frères Dherey 78700 Conflans Ste Honorine)
- « Un petit vélo dans la tête », Anthologie de la nouvelle francophone, René Godenne, Plein Chant Et Festival de la nouvelle de St Quentin, 1986
- « Jeter le bébé avec l’eau du bain » NYX, revue littéraire trimestrielle no 4, 4e trimestre 1987
- « Noël à minuit » NYX, revue littéraire trimestrielle no 1-12, hiver 1987
- « Le vendeur de bibles », Taille réelle de la nouvelle no 14, février 1989 et dans « Les Meilleures nouvelles de l’année 90 », éditions Syros
- « On n’est pas sérieux quand on a dix-sept ans », Revue Cargo no 4, trimestrielle, septembre 1991 et Festival de la nouvelle de St Quentin 1991
- « L’une, face cachée », Des nouvelles en festival, Nova 90 Aleï, 2e trimestre 1991
- « L’amour enfin », Des nouvelles en festival, Nova 90 Aleï, 2e trimestre 1991
- « La mer, la mort », Des nouvelles en festival, Nova 90 Aleï, 2e trimestre 1991
- « Les trois pigeons », Taille Réelle no 20, 2e trimestre 1991
- « Service compris », l’Agenda de la nouvelle 1991 et Entailles Nouvelles no 9, 3e trimestre 1987
- « La foi » l’Agenda de la nouvelle 1991 et Entailles Nouvelles no 9, 3e trimestre 1987
- « Chapeau, Margèse », « La Mer », l’Agenda de la nouvelle 1992
- « L’autostoppeuse », Revue Nouvelle Donne no 2, 2e trimestre 1993 et Festival de la nouvelle de St Quentin
- « Tu seras normal mon fils », l’Atelier de Palaiseau, HB Éditions, ISMSN 2911406-80X, Imprimerie CIAM à Langlade (Gard)
- « La veillée » (sous le pseudonyme d’Emmanuel Claude), « Temps sauvages » (sous le pseudonyme de Gilles Evans), XYZ (revue canadienne) no 49, printemps 1997
- « Le professeur Borgès », Revue trimestrielle Place aux Sens no 3, 3 décembre 2001
- « Prophètes et autres impostures » (sous le pseudonyme de Claude Emanuel), Nouvelle Donne no 23, janvier 2001
- Christian Congiu, sans titre, dans « Chacun de nous », AFIL (Aménagement Formation Insertion en Limousin), novembre 1993
- Haïku, Revue Art en ciel no 9, septembre 2011

Sans date
- « Le coupable », 1er prix du concours Médiations
- « 59, Madame, 59 », Revue Nouvelles Nouvelles
- « Une nuit », La croix
- « La jument », Taille réelle
- « Journal », Noir et Blanc
- « Hanté Christ » dans Beth Olam
- « L’invité », dans L’Union Reims
- « Mentir«  chez Hachette (livre scolaire)
- « Le huitième Saut » dans la Voix du Nord

### Nouvelles parues en collectifs
- « Tabove et le poème », dans Une Anthologie de l’imaginaire », Rafaël de Surtis
- « Le Chevalier sans nom », dans « Les Chevaliers sans nom », NestivQnen
- « La Jeune-fille-au-doux-palais et le roi niais », dans « Les Nouvelles Nuits », NestivQnen
- « Tabove et le poème », dans « Des nouvelles de Palaiseau », HB Éditions
- « Le Coupable », dans « Écrits de Prix à Palaiseau », HB Éditions

### Articles
- Études et interviewes de Annie Saumont, Christiane Baroche, Frédéric Gaussen, François Coupry, dans Brèves.
- Interviews de Frédéric Tristan, Alain Nadeau, Robin Cook, Sophia De Mello Breyner, Gilles Zenou, dans Taille Réelle
- Études et interviewes de Amélie Nothomb, Michel Quint, Arnaud Cathrine, Henri Gougaud, Nadine Monfils, Francis Mizio, Georges-Olivier Châteaureynaud, Alain Absire, Hubert Haddad, Andrée Chedid, Virginie Lou dans Nouvelle Donne
- « Étoffer, c’est étouffer » dans « 3 Rue de l’Harmonie », collectif édité par Nouvelles Nouvelles
- « Le goût du risque… et le risque du goût » dans « Incartades »
- « Courtes… mais bonnes », Brèves no 4
- « La littérature doit-elle être prophétique ? », Nouvelle Donne no 23, janvier 2001
- « Écoles des nouvelles, nouvelles des écoles », Nouvelle Donne no 4
- « Nouvellologie : La première page », Nouvelle Donne no 6 et dans « Maupassant et nos contemporains », recueil collectif, 1993
- « Nouvellologie : nouvelle et fait divers », Nouvelle Donne no 8 (janvier 1996)
- « La littérature amérindienne », Nouvelle Donne no 18, octobre 1998
- « Spécial Outre-Quiévrain », Nouvelle Donne no 26, novembre 2001
- « Panorama lapidaire », Nouvelle Donne no 27, février 2002

## Liens externes

Christian Congiu
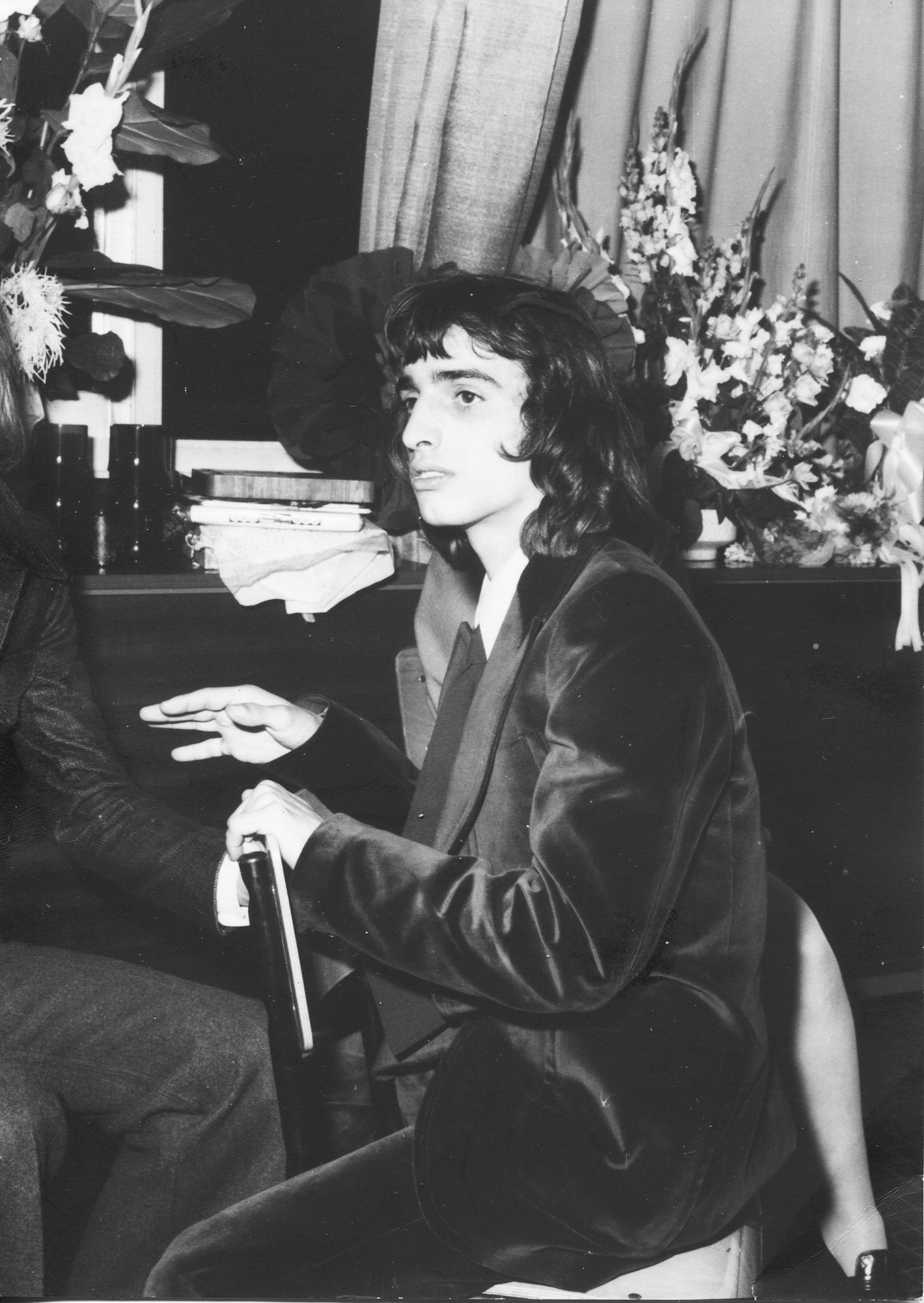
Christian Congiu en 1973
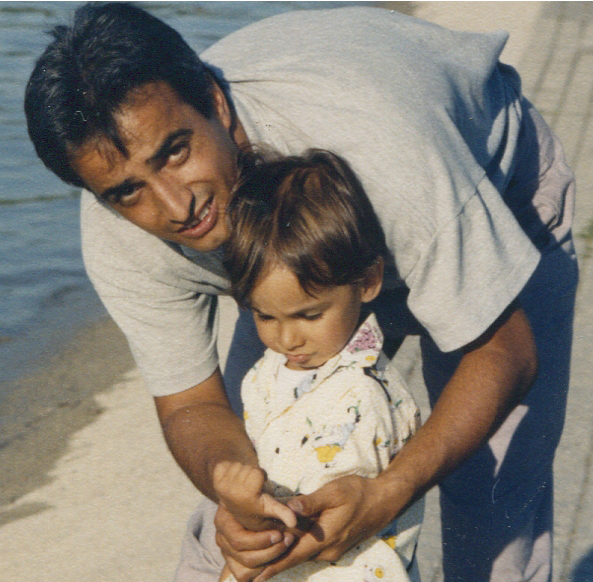
Christian Congiu avec son fils Léo en 1989
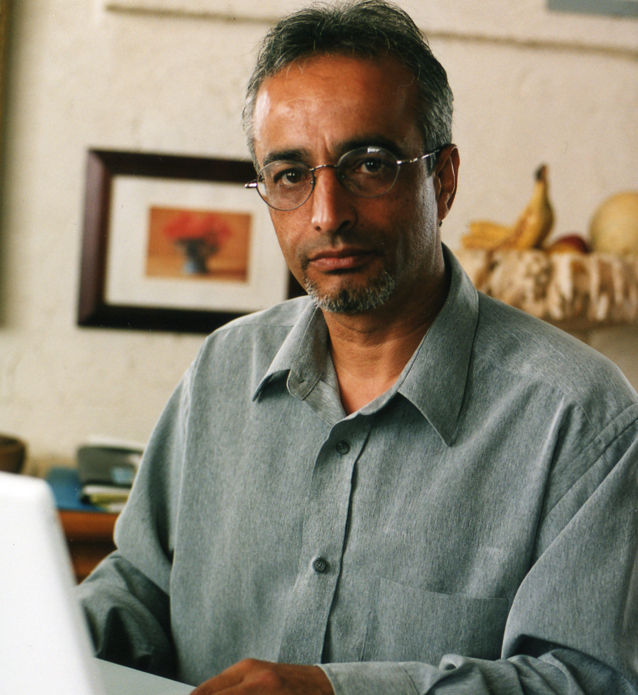
Christian Congiu été 2002
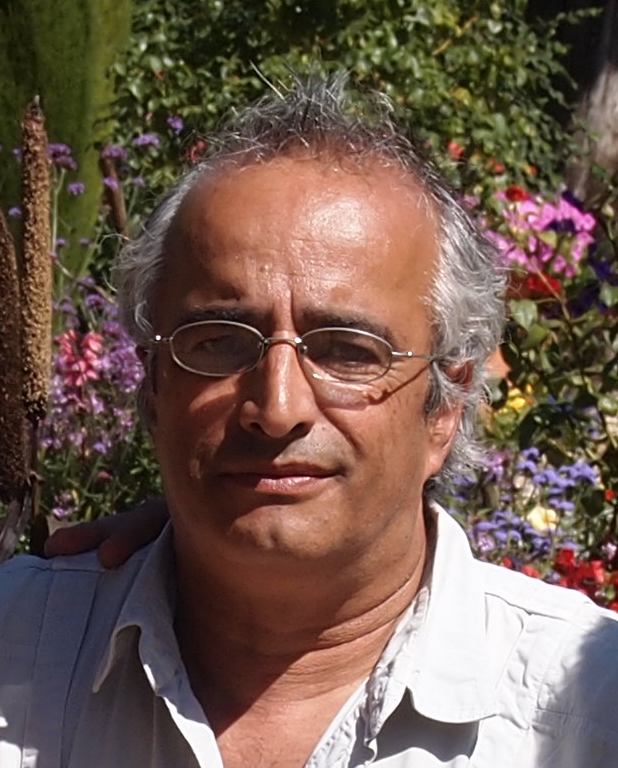
Christian Congiu en 2011